# Цицелкова къща
Цицелковата къща е къща в град Копривщица, строена за рода Цицелкови.
Къщата има характерния за началото на XX век възрожденски архитектурен стил. От около 1915 г. копривщенският фотограф Стоян Тодоров Козинаров (21 май 1886 – 10 септември 1949) в къщата, намираща се срещу гимназията „Любен Каравелов“, отваря книжарница „Детско просвещение“. Тук той в продължение на 35 години издава поръчани и пласирани различни по вид и сюжет пощенски картички под общ надслов „Поздрав от Копривщица“. Тези повече от 100 свои произведения печата в софийското издателство на съгражданина си Тодор Чипев.
Цицелковата къща се намира на улица „Любен Каравелов“ № 21, но не е музей и не е отворена за посещение. Северната фасада на къщата се явява граница на площад „Петко Каравелов“.